# 庾闡
庾 闡（ゆ せん、生没年不詳）は、東晋の文人・官僚。字は仲初。本貫は潁川郡鄢陵県。

## 経歴
庾東の子として生まれた。学問を好み、9歳で文章を作ることができた。若くして母の孫氏に従って、長江を南に渡った。母の孫氏は庾闡の兄の庾肇が楽安国長史となったのに従って、項城にいたが、永嘉末年に項城が石勒に攻め落とされると、母の孫氏は死没した。庾闡は母を悼んで身なりを整えず、婚姻や任官もせず、酒肉を断って20年に及んだ。州により秀才に挙げられ、また司馬睿が晋王となったときに招かれたが、いずれも行かなかった。
後に西陽王司馬羕の下で太宰掾となり、尚書郎に累進した。蘇峻の乱が起こると、庾闡は郗鑒のもとに逃げだし、その下で司空参軍となった。蘇峻の乱が平定されると、庾闡は功績により吉陽県男の爵位を受け、彭城国内史に任じられた。再び郗鑒の下で従事中郎となった。まもなく建康に召し出されて散騎侍郎となり、大著作を兼ねた。ほどなく零陵郡太守に任じられて出向し、湘川に入って賈誼を弔った。
後に病のため召還されて、給事中に任じられ、再び著作を兼ねた。呉国内史の虞潭が太伯のために碑を立てるにあたって、庾闡がその碑文を作った。また「揚都賦」を作って、当時に重んじられた。54歳で死去した。諡は貞といった。かれの著した詩・賦・銘・頌10巻が当時に通行した。
子に庾粛之があり、やはり文名で知られ、給事中・相府記室・湘東郡太守を歴任して、太元年間に死去した。

## 伝記資料
- 『晋書』巻92 列伝第62